# جوامع فارسی‌زبان

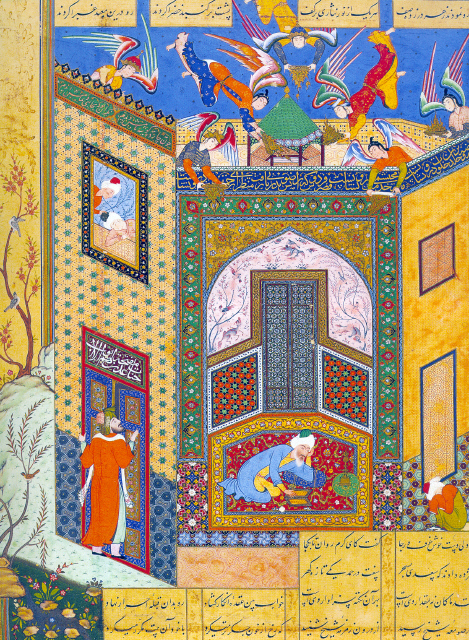
تصویری از باغ گلهای پرهیزگاران جامی، مورخ ۹۳۱ خورشیدی. این تصویر شعر فارسی و نگارگری ایرانی را در هم آمیخته‌است، همان‌طور که در بسیاری از آثار ادبیات فارسی رایج است.

جوامع پارسی‌زبان یا جوامع پارسی‌مآب یا جوامع ایرانی‌مآب، جوامع و فرهنگ‌هایی هستند که بر پایه یا تحت تأثیر شدید کشور ایران قرار دارند و دارای زبان، فرهنگ، هویت، هنر و ادبیات ایرانی هستند. به این جوامع ایرانی‌مآب نیز گفته می‌شود.
این عنوان تنها ویژه فارسی‌زبانان و ایرانیان نیست و همچنین در مورد جوامعی به کار می‌رود که ایرانی‌تبار نبودند، اما از لحاظ زبانی و ساختار و جنس فعالیت‌های هنری و فرهنگی و ساختار سیاسی اجتماعی بر پایه یا تحت تأثیر شدید فرهنگ ایرانیان بوده‌اند. برای نمونه جوامع پارسی‌زبان قبل از قرن نوزدهم شامل سلجوقیان، گورکانیان، تیموریان، امپراتوری عثمانی، غزنویان، و همچنین  خوارزمشاهیان که وابستگی تباری با ایرانیان نداشتند بودند. در حقیقت جوامع فارسی‌زبان یک مقولهٔ ورای جغرافیای تاریخی ایران است.
با توجه به نفوذ تمدن ایرانی در جوامع اسلامی، ریچارد فرای می‌نویسد:
«بارها تأکید کرده‌ام جوامع آسیای مرکزی چه ترک‌زبان چه ایرانی‌زبان، دارای یک فرهنگ، یک مذهب، یک مجموعه از ارزش‌های اجتماعی و سنت‌ها هستند که تنها زبانِ متفاوت، آن‌ها را از یکدیگر جدا می‌کند. اعراب دیگر نقش زبان پارسی در ساختار فرهنگ اسلامی خود را درنمی‌یابند. شاید آن‌ها بخواهند گذشته را فراموش کنند، ولی با این کار پایگاه‌های معنوی، اخلاقی و فرهنگی خود را حذف می‌کنند، درحالی‌که بدون این میراث، گذشته و احترام سالم بدان فرصت کمی برای ثبات و رشد مناسب وجود خواهد داشت.»

## دولت‌ها و سلسله‌های فارسی‌زبان
این فهرست شامل سلسله‌های با تبار دیگر ولی زبان فارسی است:

### در ایران بزرگ
- غزنویان
- سلجوقیان
- خوارزمشاهیان
- ایلخانان
- تیموریان
- افشاریان
- قاجاریان
- آق قویونلو
- قراقویونلو

### در هند بزرگ (شبه قارهٔ هند)
- سلطنت دهلی
- قطب‌شاهیان
- گورکانیان
- غوریان

### در آسیای کوچک
- سلجوقیان روم
- امپراتوری عثمانی

## تاریخچه
پس از اسلام هم فرهنگ ایرانی برخلاف دیگر فرهنگ‌های پیشا اسلامی منطقه شکوفایی خود را حفظ کرد و رشد کرد و آن ترکیبی از زبان پارسی و فرهنگ ایرانی_اسلامی بود که در نهایت به فرهنگ غالب و حاکم بر بسیاری از مناطق بزرگ ایران، آسیای صغیر، و جنوب آسیا تبدیل شد.
زمانی که در قرن هفتم و هشتم میلادی مردم ایران بزرگ توسط نیروهای اسلامی فتح شدند، آن‌ها جزو یک امپراتوری بسیار بزرگتر از هر امپراتوری ایرانی پیش از اسلام شدند. فرهنگ اسلامی نوین که تا اندازه زیادی بر پایه فرهنگ ایرانی پیش از اسلام منطقه و همین‌طور فرهنگ اسلامی و عربی بود توسط اعراب فاتح به منطقه معرفی گردید.
فرهنگ ایرانی به‌ویژه در میان اقشار نخبه، تا سرزمین‌های غرب، میانه و جنوب آسیا گسترش یافت. هرچند جمعیت زیادی در سرتاسر این منطقه گسترده شده بودند و به زبان‌ها، دین‌ها و قومیت‌ها و نژادهای گوناگونی وابستگی داشتند. فرهنگ و زبان ایرانی توسط شاعران، هنرمندان، معماران، صنعتگران، حقوقدانان (فقیهان) و پژوهشگران این مناطق گسترش یافت و روابطشان را با دیگر افراد منطقه فرهنگ و زبان پارسی از آناتولی تا هند نگه داشتند.

## صفویان و زنده شدن ایرانی‌گری
سلسله صفویان که در قرن شانزدهم بر ایران حاکم گردیدند نخستین سلسله بومی ایران از زمان بوییان تا آن زمان بودند. که با توجه به اجماع نظر محققین از کردستان ایران برخاسته بودند و در قرن یازدهم به اردبیل مهاجرت کرده بودند. آن‌ها بر هویت ایرانی دوباره تأکید کردند و یک حکومت مستقل ایرانی را برپا داشتند و فرهنگ ایرانی را رشد دادند و از آن نگهداری کردند. آن‌ها از ایران یک سنگر معنوی و روحانی شیعی در برابر اسلام رسمی سنی ساختند، و ایران را مخزن سنت‌ها و فرهنگ پارسی و خودآگاهی ایرانی‌گری کردند.

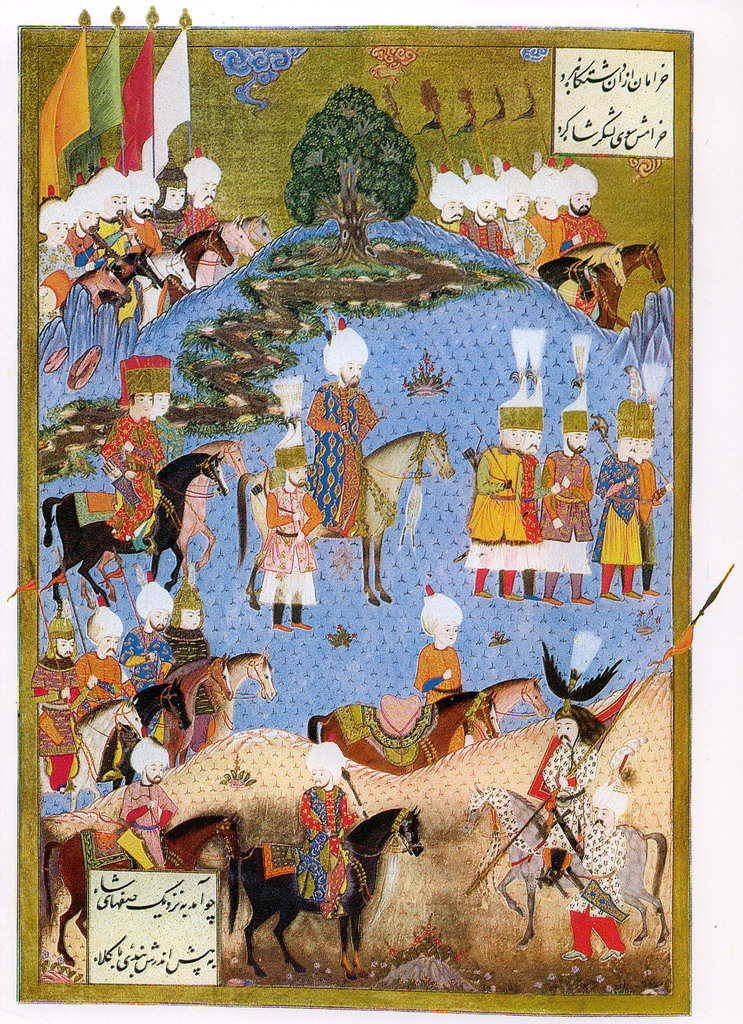
برگی از سلیمان نامه از عارف چلبی به سبک شیراز و خط پارسی

بنیان‌گذار سلسله صفویان، شاه اسماعیل خود را دارای عنوان پادشاه ایران با یک مفهوم ضمنی از کشور ایران که از افغانستان تا فرات و از آمودریا و سیحون تا سواحل خلیج فارس امتداد داشت می‌دانست. جانشینان وی از این هم بیشتر رفتند و خود را ملقب به عنوان شاهان‌شاه نمودند. شاهان صفوی خود را مانند پادشاهان ساسانیان خدایگان (سایه خدا بر روی زمین) می‌دانستند، معماری ساسانی احیا گشت، مسجدهای بزرگ برپا شد، چهارباغ‌های زیبا دوباره ساخته و نسخه‌ها گردآوری شد. (یکی از شاهان صفوی کتابخانه‌ای با ۳۰۰۰ جلد کتاب داشت) و نویسندگان (اهل قلم) را تشویق و حمایت کردند. صفویان شیعه را به ایران برای تمایز جامعه ایرانی از عثمانی معرفی کردند که رقیب سنی مذهب ایران در مرزهای غربی بود.

## فرهنگ ایرانی در امپراتوری عثمانی
در قرن ۱۴ برتری عثمانی‌ها در آسیای صغیر افزایش یافت. عثمانی‌ها ادبیات پارسی را برای مدت پنج و نیم قرن پشتیبانی کردند و تعداد زیادی از نویسندگان و هنرمندان را مخصوصاً در قرن ۱۶ جذب کردند. یکی از نامدارترین شاعران پارسی دربار عثمانی فتح‌الله عارف چلبی بود. که همچنین وی یک نقاش و یک مورخ و همچنین آفریننده سلیمان نامه که زندگینامه سلیمان باشکوه بود نیز محسوب می‌شد. در اواخر قرن ۱۷ آن‌ها زبان پارسی را به عنوان زبان دربار و اداری امپراتوری عثمانی رها کردند و ترکی را جایگزین آن نمودند. تصمیمی که مغول‌های پارسی‌زبان هندوستان را به حیرت واداشت. سلطان سلیمان حتی دیوان شعری به زبان پارسی دارد.